# Jag har en frälsare som för mitt hjärta
Jag har en frälsare som för mitt hjärta är en psalm med text från 1892 av Emil Gustafsson och musik från 1882 av Nils Frykman.

## Publikation
- Segertoner 1988 som nr 566 under rubriken "Att leva av tro - Glädje - tacksamhet".[1]

### Fotnoter
1. 1 2  Heinerborg, Karl-Erik; Lennart Jernestrand (1988). Segertoner melodisångbok. Stockholm: Förlaget Filadelfia. Libris 911558